# Xenophon von Ikaria
Xenophon von Ikaria, wie er in der älteren Literatur bezeichnet wird, lebte in Athen zur Zeit des Peloponnesischen Krieges (431–404 v. Chr.) und gehörte zu den Personen, die der Herrschaft der Dreißig Tyrannen im Jahre 404 v. Chr. Widerstand entgegensetzten. Als sein Herkunftsort wird zumeist der attische Demos Ikaria genannt. Eine andere Lesung des Namens – wie sie György Németh vorschlägt – führt jedoch zu dem Ort Kurion in Nordgriechenland.
Xenophon von Ikaria (oder Kurion) lebte wahrscheinlich als Metöke (d. h. als weitgehend rechtloser Ausländer) in Athen.
Als er von den Dreißig Tyrannen im Jahr 404 v. Chr. verhaftet wurde, damit er Angaben über eine angebliche demokratische Verschwörung gegen die oligarchische Regierung mache, konnte er, der er kein Athener Bürger war, deshalb gefoltert werden. Er machte jedoch selbst unter der Folter keine Angaben. Wegen seiner Weigerung, Athener Bürger und andere Personen zu denunzieren, wurde er von den Tyrannen hingerichtet.
Der berühmte attische Rhetor Lysias, dessen Bruder Polemarchos von den Dreißig Tyrannen seiner Habe beraubt und nur wegen seines Vermögens hingerichtet wurde und der seither selbst ein überzeugter Demokrat war, erwähnt Xenophon von Ikaria und den ein ähnliches Schicksal erleidenden Hippias von Thasos deshalb in seiner Gerichtsrede „Gegen Agoratos“ als leuchtende Beispiele der Standhaftigkeit, der Verweigerung der Kollaboration mit der Tyrannei und der Aufopferung der eigenen Person.
Während sich Hippias von Thasos und Xenophon von Ikaria als standfeste Charaktere und Märtyrer der Demokratie erwiesen, nennt Lysias als Gegenbeispiel auch das Verhalten des attischen Bürgers Menestratos aus Antiochis. Dieser war ebenfalls verhaftet worden und sollte Aussagen über andere Bürger machen. Er kam jedoch aus dieser schwierigen Lage aufgrund einer Protektion durch seinen Gemeindegenossen Hagnodoros von Amphitrope, der ein Schwager des Tyrannen Kritias war, wieder frei, war dann aber bereit, mit den Tyrannen zu kollaborieren und denunzierte zahlreiche Bürger, die daraufhin ihr Leben verloren.
Unter der Schreckensherrschaft der Dreißig Tyrannen kamen von August 404 bis März 403 v. Chr. etwa 1.500 Menschen ums Leben. Zu den Opfern der Tyrannei gehörten außer vielen Unbekannten und den erwähnten Personen (Polemarchos, Hippias von Thasos und Xenophon von Ikaria) auch die prominenten demokratischen Politiker Kleophon, Strombichides, der Athlet Autolykos sowie der Taxiarch Dionysodoros. Selbst der gemäßigt oligarchische Politiker Theramenes, der von Kritias des Verrats verdächtigt wurde, wurde nach einem kurzen Schauprozess hingerichtet.